# Level Up (série télévisée)
Pour les articles homonymes, voir Level Up.
Level Up est une série télévisée américaine d'action créée par Derek Guiley et David Schneiderman, composée d'un téléfilm de 90 minutes diffusé le 23 novembre 2011, suivi de 35 épisodes de 22 minutes diffusés du 24 janvier 2012 au 19 février 2013 sur Cartoon Network.
En France, elle a été diffusée à partir du 19 février 2013[réf. nécessaire] sur Cartoon Network. Elle reste inédite dans les autres pays francophones.

## Synopsis
Nous suivons aux cours de l'aventure plusieurs adolescents combattants des ennemis venant d'un jeu vidéo.

## Distribution

### Héros
- Gaelan Connell (en) : Wyatt Black
- Jessie Usher : Lyle Hugginson
- Connor Del Rio : Dante Ontero
- Aimee Carrero : Angie Prietto
- Lonny Ross (en) : Max Ross (22 épisodes)
  - Andrea Fraser-Winsby : Laserbot (voix), robot créé par Max

## Épisodes

### Deuxième saison (2012-2013)
Elle a été diffusée à partir du 23 octobre 2012.